# Евминов, Леонид Иванович
Леонид Иванович Евминов (бел. Еўмінаў Леанід Іванавіч, род. 28 марта 1941, Ростов-на-Дону) — доцент кафедры «Электроснабжение» Гомельского государственного технического универсиситета им. П. О. Сухого.

## Биография
Окончил среднюю школу № 78 в Ростове-на-Дону (1958), Ростовский институт инженеров железнодорожного транспорта (1965) по специальности 0601 «Электрические машины и аппараты» с присвоением квалификации инженер-электромеханик. Электромеханик, старший электромеханик, старший инженер службы электрификации Северо-Кавказской железной дороги (1965—1971), Центральный научно-исследовательский институт Министерства путей сообщения — аспирантура (1971—1974), ст. преподаватель,доцент кафедры «Электроснабжение» Гомельского государственного технического университета им. П. О. Сухого (с 1974 года по настоящее время), декан Энергетического факультета Гомельского государственного технического университета им. П. О. Сухого (1975—2007).

## Научные интересы
Работы по совершенствованию систем электроснабжения с разработкой и применением устройств и приборов.
Автор более 70 научных работ, в том числе 5 учебников и учебных пособий с грифом Министерства образования Республики Беларусь.

## Награды
Почетная грамота Министерства высшего и среднего образования БССР (1978), Почетная грамота Министерства высшего и среднего образования СССР (1979), Знак «Отличник Высшей школы» Министерства образования СССР (1984), Почетная грамота ЦК КПСС, СМ СССР, ВЦСПС и ЦК ВЛКСМ (1987). Нагрудный знак «За отличные успехи в работе» (1989), Почетная грамота Совета народных депутатов (1994) Почетная грамота Министерства образования БССР (2001), Почетная грамота Гомельского облисполкома (2003).

## Основные труды
1. Электромагнитные переходные процессы в системах электроснабжения, Допущено Министерством. образования РБ в качестве учебного пособия, Изд-во ГГТУ им. П. О. Сухого, Гомель, 2010. (в соавт. с Селиверстовым Г.И)  Электронная библиотека ГГТУ им. П. О. Сухого ]
2. Релейная защита Допущено Министерством. образования РБ в качестве учебного пособия, Изд-во ГГТУ им. П. О. Сухого, Гомель, 2011. (в соавт. Кургановым В.В) Электронная библиотека ГГТУ им. П. О. Сухого
3. Применение светодиодов для систем освещения (обзор) Вестник ГГТУ им. П. О. Сухого. — № 1, 2008, (в соавт). Электронная библиотека ГГТУ им. П. О. Сухого
4. Устройство управления режимом работы трансформаторов Вестник ГГТУ им. П. О. Сухого. — № 1, 2009, (в соавт Гуминским А.Н) Электронная библиотека ГГТУ им. П. О. Сухого
5. К вопросу о проектировании и эксплуатации микропроцессорных устройств релейной защиты Вестник ГГТУ им. П. О. Сухого. — № 4, 2009, (в соавт. Электронная библиотека ГГТУ им. П. О. Сухого
6. Анализ светотехнических характеристик светодиодного источника света производства РБ Вестник МЧС, Гомель, 2012 (в соавт).